# Sullivantia hapemanii
Sullivantia hapemanii är en stenbräckeväxtart som först beskrevs av Thomas Coulter och Fish., och fick sitt nu gällande namn av Thomas Coulter. Sullivantia hapemanii ingår i släktet Sullivantia och familjen stenbräckeväxter. Utöver nominatformen finns också underarten S. h. purpusii.